# Zadorojok, Ovruci
Zadorojok (în ucraineană Задорожок) este un sat în comuna Slovecine din raionul Ovruci, regiunea Jîtomîr, Ucraina.

## Demografie
Componența lingvistică a localității Zadorojok
     Ucraineană (98,95%)
     Rusă (1,05%)
Conform recensământului din 2001, majoritatea populației localității Zadorojok era vorbitoare de ucraineană (98,95%), existând în minoritate și vorbitori de rusă (1,05%).